# Alfred-Kunze-Sportpark
 (janvier 2022).
Si vous disposez d'ouvrages ou d'articles de référence ou si vous connaissez des sites web de qualité traitant du thème abordé ici, merci de compléter l'article en donnant les références utiles à sa vérifiabilité et en les liant à la section « Notes et références ».
Le Alfred-Kunze-Sportpark est un stade de football situé à Leipzig dans le Land de Saxe en Allemagne.
C'est le domicile du BSG Chemie Leipzig qui évolue en Regionalliga (division 4).